# Emerson Royal
Emerson Royal, pseudonimo di Emerson Aparecido Leite de Souza Junior (San Paolo, 14 gennaio 1999), è un calciatore brasiliano, difensore del Flamengo.

## Caratteristiche tecniche
È un terzino destro.

## Carriera

### Club

#### Ponte Preta e Atletico Mineiro
Cresciuto nelle giovanili del Ponte Preta, ha esordito con la prima squadra il 22 febbraio 2017 in occasione del match del campionato paulista pareggiato 2-2 contro il Linense. Nell'aprile 2018 passa all'Atlético Mineiro, con cui colleziona 23 presenze e un gol.

#### Betis
Il 31 gennaio 2019 viene acquistato per 12 milioni di euro dal Barcellona in sinergia con il Betis: le due squadre si dividono l'importo, con il calciatore che si trasferisce al club andaluso con la possibilità per il Barcellona di riprenderlo dopo due anni. Il 21 febbraio debutta in Europa League contro il Rennes mentre, il 10 marzo seguente, esordisce in campionato contro il Villarreal. Il 27 settembre, sempre contro il Villarreal, realizza la sua prima rete per i biancoverdi. In due stagioni e mezza colleziona 79 presenze e 5 gol in tutte le competizioni.

#### Barcellona e Tottenham
Il 2 giugno 2021 fa ritorno al Barcellona, che lo riporta in blaugrana versando 9 milioni di euro. Dopo aver collezionato 3 presenze con i blaugrana all'inizio della stagione 2021-2022, il 31 agosto successivo viene ceduto al Tottenham per 25 milioni di euro.
Nell'arco di tre stagioni con gli Spurs, colleziona in tutto 101 presenze.

#### Milan
Il 12 agosto 2024, viene ingaggiato a titolo definitivo dal Milan, in Serie A, per circa 15 milioni di euro, più tre di bonus. Esordisce con i rossoneri il 24 agosto durante il secondo tempo di Parma-Milan, seconda giornata di campionato, subentrando a Davide Calabria.
Il 6 gennaio 2025 vince il suo primo trofeo con il Milan, la Supercoppa italiana 2024, dove i rossoneri, in finale, hanno battuto 3-2 i rivali cittadini dell'Inter.

#### Flamengo
Il 27 luglio 2025, dopo una sola annata in Italia, torna in patria, venendo acquistato per 9 milioni di euro dal Flamengo, con cui firma un contratto di due anni e mezzo.

### Nazionale
Ha giocato nelle nazionali giovanili brasiliane Under-20 e Under-23.
Esordisce in nazionale maggiore il 19 novembre 2019, subentrando a pochi minuti dalla fine dell'amichevole contro la Corea del Sud (3-0).
Nel 2021 viene convocato per la Copa América.
Il 21 novembre 2023 gioca la sua ultima partita in nazionale maggiore nelle Qualificazioni per i Mondiali 2026 contro l'Argentina (0-1).

## Statistiche

### Presenze e reti nei club
Statistiche aggiornate al 27 luglio 2025.
| Stagione           | Squadra            | Campionato         | Campionato | Campionato | Coppe nazionali | Coppe nazionali | Coppe nazionali | Coppe continentali | Coppe continentali | Coppe continentali | Altre coppe | Altre coppe | Altre coppe | Totale | Totale | Totale |
| Stagione           | Squadra            | Comp               | Pres       | Reti       | Comp            | Pres            | Reti            | Comp               | Pres               | Reti               | Comp        | Pres        | Reti        | Pres   | Reti   |        |
| ------------------ | ------------------ | ------------------ | ---------- | ---------- | --------------- | --------------- | --------------- | ------------------ | ------------------ | ------------------ | ----------- | ----------- | ----------- | ------ | ------ | ------ |
| 2017               | Ponte Preta        | A1/SP+A            | 2+3        | 0          | CB              | 1               | 0               | CS                 | 0                  | 0                  |             | -           | -           | 6      | 0      |        |
| 2018               | Ponte Preta        | A1/SP+B            | 14+0       | 1          | CB              | 5               | 0               |                    | -                  | -                  |             | -           | -           | 19     | 1      |        |
| Totale Ponte Preta | Totale Ponte Preta | Totale Ponte Preta | 19         | 1          |                 | 6               | 0               |                    | -                  | -                  |             | -           | -           | 25     | 1      |        |
| 2018               | Atlético Mineiro   | M1/MG+A            | 0+23       | 1          | CB              | 0               | 0               |                    | -                  | -                  |             | -           | -           | 23     | 1      |        |
| gen.-giu. 2019     | Betis              | PD                 | 6          | 0          | CR              | 0               | 0               | UEL                | 1                  | 0                  | -           | -           | -           | 7      | 0      |        |
| 2019-2020          | Betis              | PD                 | 33         | 3          | CR              | 1               | 0               | -                  | -                  | -                  | -           | -           | -           | 34     | 3      |        |
| 2020-2021          | Betis              | PD                 | 34         | 1          | CR              | 4               | 1               | -                  | -                  | -                  | -           | -           | -           | 38     | 2      |        |
| Totale Betis       | Totale Betis       | Totale Betis       | 73         | 4          |                 | 5               | 1               |                    | 1                  | 0                  |             | -           | -           | 79     | 5      |        |
| ago. 2021          | Barcellona         | PD                 | 3          | 0          | CR              | -               | -               | UCL                | -                  | -                  | SS          | -           | -           | 3      | 0      |        |
| 2021-2022          | Tottenham          | PL                 | 31         | 1          | FACup+CdL       | 3+4             | 0               | UECL               | 3                  | 0                  | -           | -           | -           | 41     | 1      |        |
| 2022-2023          | Tottenham          | PL                 | 26         | 2          | FACup+CdL       | 2+0             | 0               | UCL                | 8                  | 0                  | -           | -           | -           | 36     | 2      |        |
| 2023-2024          | Tottenham          | PL                 | 22         | 1          | FACup+CdL       | 1+1             | 0               | -                  | -                  | -                  | -           | -           | -           | 24     | 1      |        |
| Totale Tottenham   | Totale Tottenham   | Totale Tottenham   | 79         | 4          |                 | 11              | 0               |                    | 11                 | 0                  |             | -           | -           | 101    | 4      |        |
| 2024-2025          | Milan              | A                  | 17         | 0          | CI              | 0               | 0               | UCL                | 7                  | 0                  | SI          | 2           | 0           | 26     | 0      |        |
| lug.-dic. 2025     | Flamengo           | A/RJ+A             | -          | -          | CB              | -               | -               | CL                 | -                  | -                  | SB+Cmc      | -           | -           | -      | -      |        |
| Totale carriera    | Totale carriera    | Totale carriera    | 214        | 10         |                 | 22              | 1               |                    | 19                 | 0                  |             | 2           | 0           | 257    | 11     |        |

### Cronologia presenze e reti in nazionale
| Cronologia completa delle presenze e delle reti in nazionale ― Brasile | Cronologia completa delle presenze e delle reti in nazionale ― Brasile | Cronologia completa delle presenze e delle reti in nazionale ― Brasile | Cronologia completa delle presenze e delle reti in nazionale ― Brasile | Cronologia completa delle presenze e delle reti in nazionale ― Brasile | Cronologia completa delle presenze e delle reti in nazionale ― Brasile | Cronologia completa delle presenze e delle reti in nazionale ― Brasile | Cronologia completa delle presenze e delle reti in nazionale ― Brasile |
| Data                                                                   | Città                                                                  | In casa                                                                | Risultato                                                              | Ospiti                                                                 | Competizione                                                           | Reti                                                                   | Note                                                                   |
| ---------------------------------------------------------------------- | ---------------------------------------------------------------------- | ---------------------------------------------------------------------- | ---------------------------------------------------------------------- | ---------------------------------------------------------------------- | ---------------------------------------------------------------------- | ---------------------------------------------------------------------- | ---------------------------------------------------------------------- |
| 19-11-2019                                                             | Abu Dhabi                                                              | Brasile                                                                | 3 – 0                                                                  | Corea del Sud                                                          | Amichevole                                                             | -                                                                      | 88’                                                                    |
| 17-6-2021                                                              | Rio de Janeiro                                                         | Brasile                                                                | 4 – 0                                                                  | Perù                                                                   | Coppa America 2021 - 1º turno                                          | -                                                                      | 84’                                                                    |
| 27-6-2021                                                              | Goiânia                                                                | Brasile                                                                | 1 – 1                                                                  | Ecuador                                                                | Coppa America 2021 - 1º turno                                          | -                                                                      | 49’                                                                    |
| 10-7-2021                                                              | Rio de Janeiro                                                         | Argentina                                                              | 1 – 0                                                                  | Brasile                                                                | Coppa America 2021 - Finale                                            | -                                                                      | 76’                                                                    |
| 7-10-2021                                                              | Caracas                                                                | Venezuela                                                              | 1 – 3                                                                  | Brasile                                                                | Qual. Mondiali 2022                                                    | -                                                                      | 76’                                                                    |
| 14-10-2021                                                             | Manaus                                                                 | Brasile                                                                | 4 – 1                                                                  | Uruguay                                                                | Qual. Mondiali 2022                                                    | -                                                                      |                                                                        |
| 27-1-2022                                                              | Quito                                                                  | Ecuador                                                                | 1 – 1                                                                  | Brasile                                                                | Qual. Mondiali 2022                                                    | -                                                                      | 1’, 20’                                                                |
| 25-3-2023                                                              | Tangeri                                                                | Marocco                                                                | 2 – 1                                                                  | Brasile                                                                | Amichevole                                                             | -                                                                      | 90+3’                                                                  |
| 16-11-2023                                                             | Barranquilla                                                           | Colombia                                                               | 2 – 1                                                                  | Brasile                                                                | Qual. Mondiali 2026                                                    | -                                                                      |                                                                        |
| 21-11-2023                                                             | Rio de Janeiro                                                         | Brasile                                                                | 0 – 1                                                                  | Argentina                                                              | Qual. Mondiali 2026                                                    | -                                                                      |                                                                        |
| Totale                                                                 |                                                                        | Presenze                                                               | 10                                                                     |                                                                        | Reti                                                                   | 0                                                                      |                                                                        |

| Cronologia completa delle presenze e delle reti in nazionale ― Brasile under 20 | Cronologia completa delle presenze e delle reti in nazionale ― Brasile under 20 | Cronologia completa delle presenze e delle reti in nazionale ― Brasile under 20 | Cronologia completa delle presenze e delle reti in nazionale ― Brasile under 20 | Cronologia completa delle presenze e delle reti in nazionale ― Brasile under 20 | Cronologia completa delle presenze e delle reti in nazionale ― Brasile under 20 | Cronologia completa delle presenze e delle reti in nazionale ― Brasile under 20 | Cronologia completa delle presenze e delle reti in nazionale ― Brasile under 20 |
| Data                                                                            | Città                                                                           | In casa                                                                         | Risultato                                                                       | Ospiti                                                                          | Competizione                                                                    | Reti                                                                            | Note                                                                            |
| ------------------------------------------------------------------------------- | ------------------------------------------------------------------------------- | ------------------------------------------------------------------------------- | ------------------------------------------------------------------------------- | ------------------------------------------------------------------------------- | ------------------------------------------------------------------------------- | ------------------------------------------------------------------------------- | ------------------------------------------------------------------------------- |
| 22-3-2018                                                                       | Manaus                                                                          | Messico under 20                                                                | 1 – 1                                                                           | Brasile under 20                                                                | Amichevole                                                                      | -                                                                               |                                                                                 |
| 26-3-2018                                                                       | Manaus                                                                          | Messico under 20                                                                | 0 – 0                                                                           | Brasile under 20                                                                | Amichevole                                                                      | -                                                                               |                                                                                 |
| 13-10-2018                                                                      | Rancagua                                                                        | Cile under 20                                                                   | 1 – 1                                                                           | Brasile under 20                                                                | Amichevole                                                                      | -                                                                               |                                                                                 |
| 19-1-2019                                                                       | Rancagua                                                                        | Colombia under 20                                                               | 0 – 0                                                                           | Brasile under 20                                                                | Sudamericano Sub-20 2019 - 1º turno                                             | -                                                                               |                                                                                 |
| 21-1-2019                                                                       | Rancagua                                                                        | Brasile under 20                                                                | 2 – 1                                                                           | Venezuela under 20                                                              | Sudamericano Sub-20 2019 - 1º turno                                             | -                                                                               |                                                                                 |
| 25-1-2019                                                                       | Rancagua                                                                        | Brasile under 20                                                                | 1 – 0                                                                           | Bolivia under 20                                                                | Sudamericano Sub-20 2019 - 1º turno                                             | -                                                                               |                                                                                 |
| 29-1-2019                                                                       | Rancagua                                                                        | Brasile under 20                                                                | 0 – 0                                                                           | Colombia under 20                                                               | Sudamericano Sub-20 2019 - 2º turno                                             | -                                                                               | 90’                                                                             |
| 1-2-2019                                                                        | Rancagua                                                                        | Venezuela under 20                                                              | 2 – 0                                                                           | Brasile under 20                                                                | Sudamericano Sub-20 2019 - 2º turno                                             | -                                                                               |                                                                                 |
| 4-2-2019                                                                        | Rancagua                                                                        | Brasile under 20                                                                | 2 – 3                                                                           | Uruguay under 20                                                                | Sudamericano Sub-20 2019 - 2º turno                                             | -                                                                               |                                                                                 |
| 7-2-2019                                                                        | Rancagua                                                                        | Ecuador under 20                                                                | 0 – 0                                                                           | Brasile under 20                                                                | Sudamericano Sub-20 2019 - 2º turno                                             | -                                                                               |                                                                                 |
| 11-2-2019                                                                       | Rancagua                                                                        | Brasile under 20                                                                | 1 – 0                                                                           | Argentina under 20                                                              | Sudamericano Sub-20 2019 - 2º turno                                             | -                                                                               |                                                                                 |
| Totale                                                                          |                                                                                 | Presenze                                                                        | 11                                                                              |                                                                                 | Reti                                                                            | 0                                                                               |                                                                                 |

## Palmarès
- Supercoppa italiana: 1

Milan: 2024